# Gutenberg Druckerei

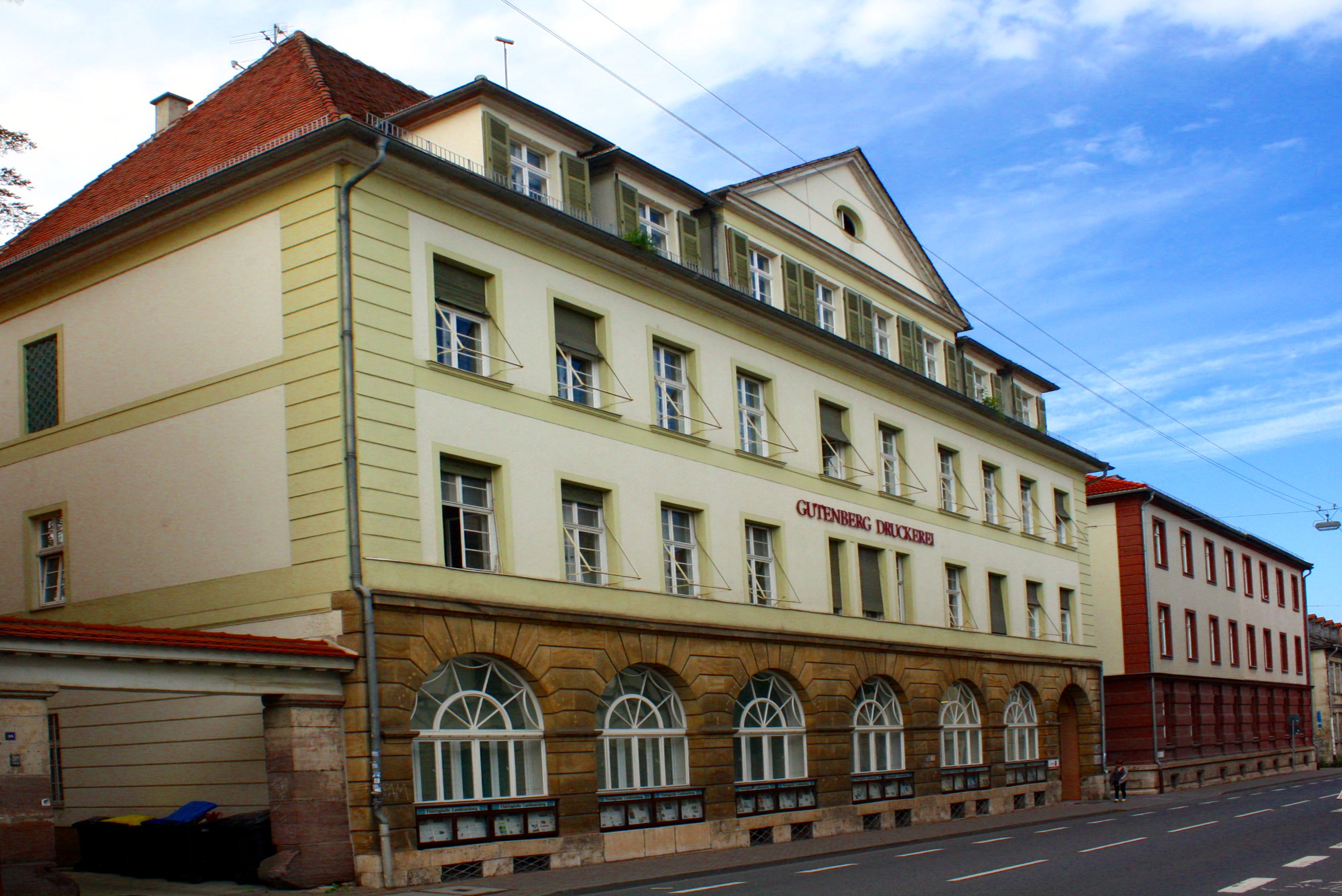
Gutenberg-Druckerei

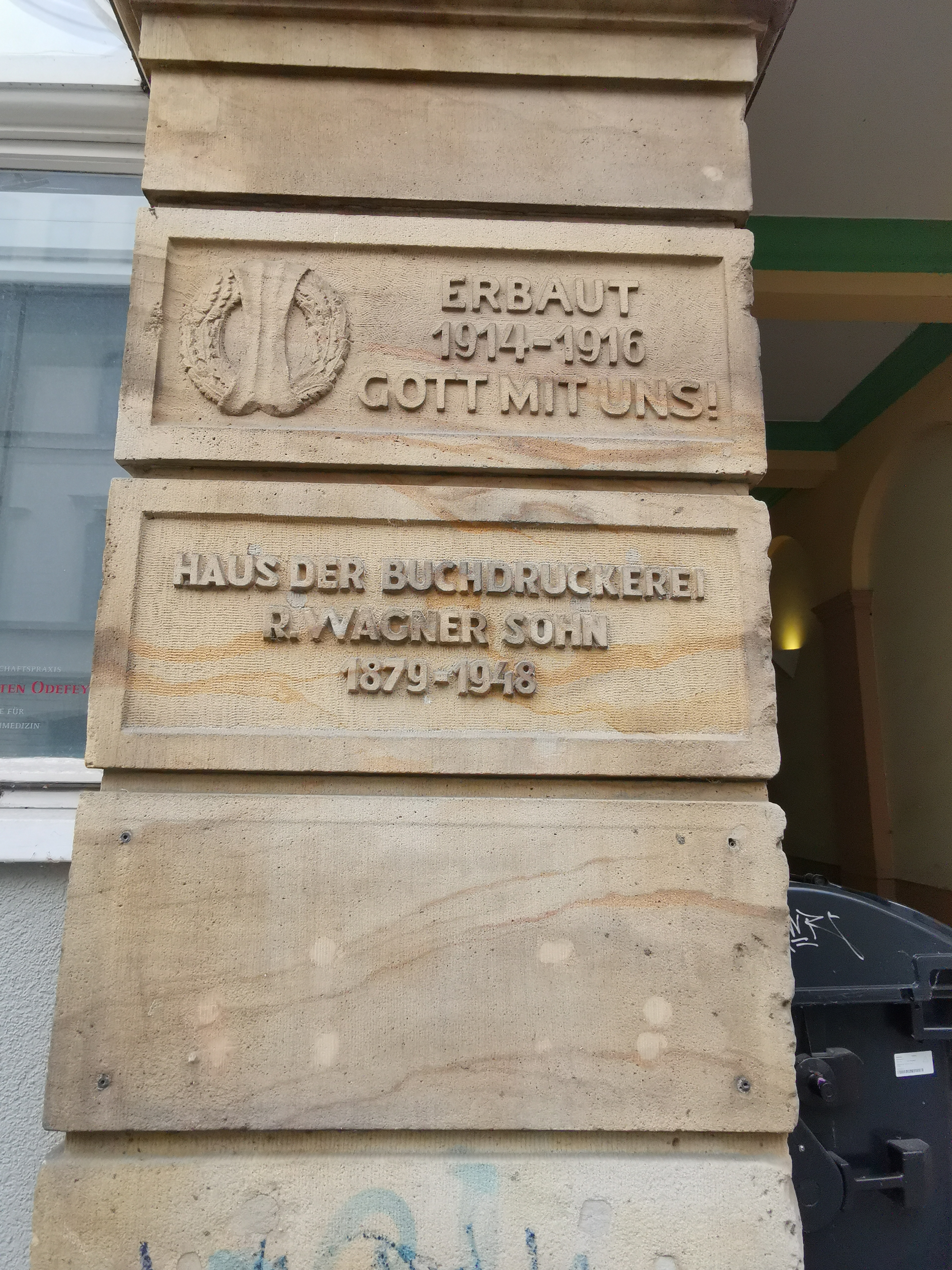
Eingang Marienstraße 14

Die Gutenberg Druckerei befindet sich in einem Wohnhaus in der Marienstraße 14 in Weimar.

## Geschichte
Das Gebäude ist verzeichnet auf der Liste der Kulturdenkmale in Weimar (Einzeldenkmale). Es ist stilistisch dem Klassizismus zuzurechnen. Unter der Leitung der Weimarer Oberbaubehörde unter Clemens Wenzeslaus Coudray wurde die Marienstraße in einem einheitlichen Stil ausgebaut. Die Buchdruckerei wurde diesen Vorgaben in der Gestaltung untergeordnet, ohne jedoch Teil des Bauprogramms gewesen zu sein, da sie weit später entstand.
Die Buchdruckerei R. Wagner & Sohn wurde 1879 gegründet und in die Bürgerschulstraße 6 bzw. an den Rollplatz 7 verlegt. Die Firma bezog zu Beginn des Ersten Weltkrieges das Gebäude in der Marienstraße. Der Firmengründer Robert Wagner (1841–1893) war selbst Schriftsetzer. Zunächst nach dem Ende des Zweiten Weltkriegs firmierte die Druckerei als volkseigener Betrieb, später unter dem Namen Gutenberg-Druckerei. Am Eingang ist der Hinweis auf die ursprüngliche Firmenbezeichnung zu lesen. Auch dass die Druckerei 1914–1916 erbaut wurde, ist dem in Stein gemeißelten Firmenschild zu entnehmen. Auch die Thüringische Landeszeitung wird hier gedruckt.